# Aspidelmis perrieri
Aspidelmis perrieri is een keversoort uit de familie beekkevers (Elmidae). De wetenschappelijke naam van de soort werd in 1897 gepubliceerd door Léon Marc Herminie Fairmaire.